# Leon Trimmingham
Leon Leroy Trimmingham (* 2. Januar 1971) ist ein ehemaliger US-amerikanischer Basketballspieler.

## Leben und Karriere
Trimmingham war während seiner Spielerzeit insbesondere für sein sprunggewaltiges und auf Angriff ausgerichtetes Wirken bekannt. Der von der Karibikinsel Saint Croix (zu den Amerikanischen Jungferninseln gehörig) stammende, 1,98 Meter große Flügelspieler gehörte ein Jahr lang zur Mannschaft der American University auf Puerto Rico und dann bis 1993 der Briar Cliff University (US-Bundesstaat Iowa) in der NAIA. Trimmingham erzielte 2023 Punkte für Briar Cliff und erreichte damit den bis dahin viertbesten Wert in der ewigen Korbjägerliste der Hochschulmannschaft.
Seine ersten Schritte als Berufsbasketballspieler unternahm er bei den Sydney Kings in Australien. In der 1994er Frühjahrssaison der australischen Liga NBL erzielte er einen Durchschnitt von 27,3 Punkten, im 1995er Spieljahr ebenfalls für Sydney einen Wert von 27,5 Punkten. In der Saison 1995/96 stand der Flügelspieler bei der SG Braunschweig in der deutschen Basketball-Bundesliga unter Vertrag. In seinem ersten Bundesliga-Einsatz erzielte er sechs Körbe per Dunking und kam auf 23 Punkte. Im Hemd der Niedersachsen erzielte er je Begegnung im Durchschnitt 19,2 Punkte sowie 7,4 Rebounds. Im Anschluss war er erneut in Australien tätig, verstärkte 1996 und 1997 die Adelaide 36ers. Er brachte es dort in dieser Zeit auf Mittelwerte von 21,5 Punkten sowie 7 Rebounds je Begegnung. 1998 gewann er mit der Mannschaft Marinos de Oriente die Meisterschaft in Venezuela, 1998/99 stand er bei den Daiwa Hot Blizzards in Japan unter Vertrag.
Zu Beginn der Saison 1999/2000 weilte er bei der Mannschaft Metropolitanos de Mauricio Baez in der Dominikanischen Republik, gefolgt von einem Wechsel zu den Boca Juniors nach Argentinien, wo er mit 24,2 Punkten pro Begegnung auftrumpfte. Während seiner Zeit in Argentinien wurde im Dezember 1999 in einer Dopingprobe Trimminghams ein unzulässig hoher Wert des Stoffes Ephedrin festgestellt und gegen ihn eine dreimonatige Spielsperre verhängt. Trimmingham wechselte im Saisonverlauf zum spanischen Zweitligisten CB Granada. In den folgenden beiden Jahren war er erneut in Puerto Rico und Venezuela tätig. 2002 ging er zu den Seoul SK Knights nach Südkorea, dort überzeugte er im Spieljahr 2002/03 mit 27,3 Punkten, 12,6 Rebounds und 2,7 Blocks je Begegnung. Er blieb ein zweites Jahr in Korea und verstärkte 2003/04 den Ligakonkurrenten Pusan KTF Magic Wings (18,9 Punkte, 7,7 Rebounds/Spiel).
In der Saison 2004/05 stand Trimmingham in Diensten der israelischen Spitzenmannschaft Hapoel Jerusalem, mit der er neben den Einsätze in der Liga auch im europäischen Vereinswettbewerb ULEB-Cup antrat (10 Spiele: 12,7 Punkte, 7,6 Rebounds/Begegnung). Es folgten wieder Vertragszeiten in Venezuela und Puerto Rico, 2005 zerschlug sich ein Engagement bei der chinesischen Mannschaft Yunnan Honghe Running Bulls (Yunnan Bulls) im Vorfeld der Saison 2005/06, 2006/07 stand er beim Club Malvín Montevideo in Uruguay unter Vertrag. In der 2007er Saison spielte er bei Reales de La Vega in der Dominikanischen Republik und schloss seine Profilaufbahn im Spieljahr 2007/08 mit einem Engagement bei den Goyang Orions in Südkorea ab.
Mehrmals versuchte Trimmingham im Laufe seiner Karriere den Sprung in die NBA, was ihm jedoch nicht gelang. 1994 spielte er bei den Philadelphia 76ers vor, 1998 nahm er im Vorfeld der Saison 1998/99 erst an Probetrainingseinheiten der Portland Trail Blazers, dann der Toronto Raptors teil. 1999 trug er Torontos Hemd während der NBA-Sommerliga. Später zeigten die Washington Wizards Interesse am sprunggewaltigen Flügelspieler, was aber ebenfalls nicht zu einem Vertragsabschluss führte.
Mit der Nationalmannschaft der Jungferninseln nahm er im August 2003 an der panamerikanischen Ausscheidungsrunde für die Olympischen Spiele teil. Trimmingham erzielte 10,5 Punkte je Begegnung, blieb mit der Auswahlmannschaft bei dem Turnier jedoch sieglos.